# Ruff 'n' Tumble
Ruff 'n' Tumble é um jogo de computador para o Commodore Amiga, desenvolvido pela Wunderkind e publicado pela Renegade em 1994.

## História
Ruff Rogers, enquanto brincava com seus mármores no parque, perde um em um buraco de coelho, e segue-a. O buraco do coelho acaba por ser um teletransporte para um planeta alienígena.
O planeta, governado pelo Dr. Destino louco, é o lar de um exército de robôs chamados temível Tinheads. Ruff descobre que sua coleção de mármore foi espalhada por todo o planeta, e embarca em uma busca para recuperar sua coleção, e do planeta livre de Destino e seu Exército Tinhead.

## Jogabilidade
Ruff 'n' Tumble uma Plataforma de shoot 'em up. Ruff corre, pula e atira através de cada nível, destruindo os robôs Tinhead com sua arma projétil multi-, capazes de balas de tiro, a laser, mísseis ou tornar-se um lança-chamas (dependendo do que power-ups são coletados durante o nível).
Cada nível é completado através da recolha de um número definido de mármores coloridos (vermelho, verde e azul). Após a coleta de todos os mármores, a saída para o nível é desbloqueado.

## Fases
Há quatro mundos no jogo, cada um com 4 níveis principais deles, e um nível de chefe quinta. Eles são:
- Fantasia Floresta - Um mundo de floresta com muitas áreas subterrâneas (onde a escurecer gráficos de acordo).
- Mina Subterrânea - Uma mina de cristais, superfícies escorregadias e lava derretida. Esse mundo também contém áreas submarinas.
- Fábrica Tinhead - Como o nome sugere, o mundo onde os robôs Tinhead são construídas. Um mundo metálico de faíscas, luzes e eletricidade.
- Castelo Dr. Destiny - A final mundial. Um castelo medieval com cavaleiro como robôs Tinheads.

Cada mundo tem sua própria variedade de inimigos, armadilhas, e trilha sonora estilo metal-industrial.
Ruff 'n' Tumble usa um sistema de senha que permite ao jogador aceder ao primeiro nível do mundo específico.

## Recepção
Após o seu lançamento o jogo vi vários comentários favoráveis em revistas Amiga. Por exemplo CU Amiga premiado com um "CU Super Star", com uma classificação de 92% e do alemão Amiga Joker considerou uma "Amiga Hit Mega Joker" com uma classificação de 91%.